# Die Sonnenlanze
Die Sonnenlanze (Słoneczna włócznia) ist eine polnische Fernsehserie von Jerzy Łukaszewicz aus dem Jahre 2001. Es spielen auch einige deutsche Schauspieler mit.

## Handlung
Der Physiker Matthäus Gray geht auf archäologische Expedition zum Sonnentor in Chile und entdeckt dort eine geheimnisvolle Lanze, die Sonnenlanze. Diese bringt er in die Stadt Tarda, wo seine Familie wohnt. Matthäus hat einen Sohn namens Max, welcher in der Schule im Unterricht und bei seinen Mitschülern viele Probleme hat. Am Tag als Matthäus die Sonnenlanze für Analysezwecke in sein Arbeitszimmer bringt und diese unbeaufsichtigt hinterlässt, dringt Max in das Arbeitszimmer ein und berührt die Sonnenlanze. Plötzlich schlägt der Blitz ein und es strömen magische Energien von der Sonnenlanze auf Max über. Daraufhin besitzt Max telekinetische Kräfte und ein gigantisches Wissen. Diese beiden Fähigkeiten, besonders die Telekinese helfen ihm bei der Bewältigung der Alltagsprobleme.

## Produktion
Die Sonnenlanze wurde gemeinsam durch Telewizja Polska S. A. und durch den Mitteldeutschen Rundfunk produziert. Jerzy Łukaszewicz ist der Drehbuchautor dieser Serie, welcher für die Produktion der Sonnenlanze mit der Autorin Marina Vorlop-Bell zusammenarbeitete. Die Musik dieser Serie wurde von Michał Lorenc komponiert. Die deutsche Version dieser Serie wurde durch die Synchronregisseurin Katrin Fischer im Synchronstudio und Tonstudio Leipzig erstellt. Als Synchronsprecher dienten schwerpunktmäßig die sogenannten KÜWO-Kinder von der Leipziger Hörfunkgruppe Künstlerisches Wort, welche durch Katrin Fischer geleitet wurde. Von diesen Synchronsprechern sprachen die Geschwister Karl und Sarah Rieper die Kinder der Familie Gray. Der in der deutschen Version von Karl Rieper gesprochene Max Gray wurde von Maciej Łagodziński gespielt. Arthur wurde von Grzegorz Ruda gespielt und in der deutschen Version von Fabian Jung gesprochen und Mathilda wurde von Manja Doering gesprochen. Der Kinderdarsteller Grzegorz Ruda erlangte bereits durch die ebenso von Jerzy Łukaszewicz produzierte Serie Das Geheimnis des Sagala in ganz Polen große Bekanntheit.

## Darsteller
- Maciej Łagodziński – Max Gray
- Marta Borowska – Mathilda
- Grzegorz Ruda – Artur Gordon
- Jerzy Gudejko – Matthäus der Vater von Max
- Katarzyna Chrzanowska – Mutter von Max
- Małgorzata Głuchowska – Monika die Schwester von Max
- Gudrun Okras – Großmutter von Max
- Matthias Zahlbaum – Philipp Weller
- Matthias Matz – Erwin
- Andrzej Mastalerz – Mathematiklehrer
- January Brunov – Sportlehrer
- Sebastian Konrad – Ion

## Episodenliste
| Nummer | Titel                              | Titel                  |
| Nummer | deutsch                            | polnisch               |
| ------ | ---------------------------------- | ---------------------- |
| 1      | Der geheimnisvolle Fund            | Tajemnicze odkrycie    |
| 2      | Arthur kontra Max                  | Artur                  |
| 3      | Die magische Kraft                 | Magiczna moc           |
| 4      | Max das Phänomen                   | Fenomen                |
| 5      | Die Entführung                     | Tajemniczy ślad        |
| 6      | Das Orchideenhaus                  | Dom Orchidei           |
| 7      | Ein seltsamer Gast                 | Niezwykły gość         |
| 8      | Ein Fremder auf dem Planeten Terra | Obcy na planecie Terra |
| 9      | Der Verrat                         | Matylda                |
| 10     | Die geheimnisvolle Spur            | Trop                   |
| 11     | Das Duell der Außerirdischen       | Ostatnie starcie       |
| 12     | Rückkehr zum Sonnentor             | Powrót do Bramy Słońca |
| 13     | Das wichtigste Match               | Najważniejszy mecz     |